# Mayrinhac-Lentour
 Mayrinhac-Lentour  (en occitano Mairinhac-Lentorn) es una población y comuna francesa, situada en la región de Mediodía-Pirineos, departamento de Lot, en el distrito de Figeac y cantón de Saint-Céré.

## Demografía
| 481 | 442 | 404 | 405 | 437 | 439 |
| Para los censos de 1962 a 1999 la población legal corresponde a la población sin duplicidades (Fuente: INSEE [Consultar]) |     |     |     |     |     |